# 蒂姆·莱格勒
蒂莫西·尤金·莱格勒（英語：Timothy Eugene Legler，1966年12月26日—），美国NBA联盟前职业篮球运动员。1996球季他獲得了NBA三分球大赛冠軍。